# Vladimir Vlaškalić
Vladimir Vlaškalić, slovenski igralec; * 1974, Murska Sobota.
Od leta 2009 je član igralskega ansambla Drame SNG Maribor. Na Akademiji za gledališče, radio, film in televizijo je diplomiral leta 2002, od takrat pa nastopal v številnih slovenskih gledališčih. Ustvaril je številne odmevne gledališke vloge, angažiran pa je bil tudi v filmih in televizijskih nadaljevankah. Je prejemnik več nagrad, med drugim Borštnikove nagrade za igro.

## Mladost
Odraščal je v Murski Soboti. Sprva se je vpisal na študij filozofije na Filozofski fakulteti Univerze v Ljubljani, a nato študij opustil. Na povabilo Gorazda Žilavca se je pridružil soboški dramski skupini Torpedo in se nato prijavil na sprejemne izpite za dramsko igro na Akademiji za gledališče, radio, film in televizijo v Ljubljani. Sprva neuspešno, po opravljenem vojaškem roku pa je poskusil ponovno in bil sprejet v letnik Dušana Jovanovića ter Janeza Hočevarja. Z vlogo Kneza v diplomski predstavi Paviljoni ali kam grem, od kod prihajam in kaj je za večerjo je študij na AGRFR končal leta 2002.

## Gledališka igra
Že v času študija je sodeloval v predstavah nekaterih gledališč. Z vlogo Tončka v Linhartovi komediji Ta veseli dan ali Matiček se ženi je leta 1999 debitiral v Slovenskem narodnem gledališču Drama Ljubljana. V ljubljanski Drami so sledile še nekatere druge vidne vloge, denimo Filch v Brechtovi Operi za tri groše in Carl v Razmadežni Sarah Kane. V svojem ljubljanskem obdobju je igral tudi v Slovenskem mladinskem gledališču in gledališču Glej, nato pa tudi drugod, denimo v Gledališču Koper, Slovenskem stalnem gledališču Trst in novomeškem Anton Podbevšek teatru.
Leta 2004 se je zaposlil kot član igralskega ansambla Slovenskega ljudskega gledališča Celje in tam ostal do leta 2007. Eno sezono je bil nato član Mestnega gledališča ljubljanskega, leta 2009 pa se ustalil v Drami Slovenskega narodnega gledališča Maribor, kjer je član še danes. Leta 2018 je doživel izgorelost.

## Film in televizija
Vlaškalić je igral tudi v več slovenskih filmih in televizijskih serijah. Med drugim je bil hišnik Renato Bezeg v nanizanki Lepo je biti sosed, igral je tudi v serijah Novi svet, Zmešani zakoni in Usodno vino. Igral je tudi v celovečernih filmih, mdr. Sladke sanje, Rezervni deli, Hvala za Sunderland, Srečen za umret, Panika, Stekle lisice in več kratkih filmih.

## Nagrade
- Borštnikova nagrada za igro za vlogo Jeranka v uprizoritvi To noč sem jo videl, 57. Festival Borštnikovo srečanje, 2022[5]
- Borštnikova nagrada za igro za vlogo Andraža v Grmačah, Festival Borštnikovo srečanje, 2021
- Nagrada Sklada Staneta Severja za igralske stvaritve v slovenskih poklicnih gledališčih, 2020
- Glazerjeva listina za posebne umetniške dosežke, 2018
- Borštnikova nagrada umetniškemu kolektivu uprizoritve Ljudožerci, 52. Festival Borštnikovo srečanje, 2017
- 2015 priznanje Združenja dramskih umetnikov za igralske dosežke v letu 2014 za vloge v predstavah Kralj na Betajnovi (SNG Drama Ljubljana in SNG Drama Maribor), v Garderoberju, v Mrtvih dušah in v Lulu (vse SNG Drama Maribor), 2014
- Borštnikova nagrada za mladega igralca za vlogo Carla v uprizoritvi Razmadežna (SNG Drama Ljubljana), Borštnikovo srečanje, 2002